# عملات جزر الهند الغربية البريطانية
كانت المنطقة المعروفة باسم جزر الهند الغربية البريطانية تشمل غيانا البريطانية في البر الرئيسي لأمريكا الجنوبية، وهندوراس البريطانية في أمريكا الوسطى، برمودا، جزر الباهاما، وجامايكا، بالإضافة إلى تبعياتها السابقة جزر كايمان، جزر توركس، وكايكوس. كما شملت أيضًا أراضي شرق البحر الكاريبي وهي ترينيداد، توباغو، بربادوس، جزر ويندوارد، وجزر ليوارد.
من أوائل القرن التاسع عشر إلى أواخر القرن العشرين، استخدمت المنطقة عمومًا العملات المعدنية الإسترليني، على الرغم من الاستخدام الواسع النطاق للحسابات المختلطة بالجنيه الإسترليني والدولار. وفي أواخر القرن العشرين، كان هناك تحرك نحو حسابات الدولار في جميع المناطق، بالتزامن مع إدخال العملة الكسرية العشرية.

## التاريخ المبكر
أعلنت الملكة آن عام 1704 أول محاولة لإدخال نظام العملة الجنيه الإسترليني إلى جزر الهند الغربية البريطانية؛ إلا أنه فشل في إزاحة نظام العملة الدولار الإسباني الحالي حتى انخفاض قيمة الفضة الكبير عام 1873. بالإضافة إلى الدولارات الإسبانية والدبلونات الذهبية، سكت الحكومة البريطانية "دولارات المرساة" الكسرية بفئات 1/4، 1/8، و1/16 في عام 1822، لاستخدامها في موريشيوس وجزر الهند الغربية البريطانية، ولكنها لم تشمل جامايكا.
الخطوة التالية لإدخال العملة الفضية البريطانية إلى المستعمرات هي صدور أمر إمبراطوري من المجلس في عام 1825. هذه الخطوة مستوحاة من عدد من العوامل. بحلول ذلك الوقت، كانت المملكة المتحدة تطبق معيار الذهب بنجاح كبير فيما يتصل بالسيادة الذهبية التي قُدمت في عام 1816، كانت هناك رغبة في توسيع هذا النظام ليشمل المستعمرات. بالإضافة إلى ذلك، كانت هناك حقيقة مفادها أن إمدادات الدولارات الإسبانية ("قطع الثماني") انقطعت نتيجة للثورات في أمريكا اللاتينية، حيث سكت معظم الدولارات الإسبانية. في الواقع، سُك آخر دولار إسباني في مدينة بوتوسي، جامايكا في عام 1825. وكانت هناك أيضًا رغبة متزايدة في الحصول على إمدادات مستقرة وثابتة من الشلنات البريطانية في جميع أنحاء الإمبراطورية البريطانية.
كان الأمر الصادر عن المجلس عام 1825 فاشلاً إلى حد كبير لأنه جعل العملة الفضية الإسترلينية قانونية بسعر غير واقعي مقارنة بالدولار الإسباني حيث بلغ الدولار الأمريكي الواحد 4 شلنات و4 بنسات. في عام 1838، قُدم تشريع علاجي لجزر الهند الغربية البريطانية، بمعدل جديد وأكثر واقعية وهو 1 دولار = 4 شلن و2 بنسات. نتيجة لذلك، استخدمت أغلب جزر الهند الغربية البريطانية العملة المعدنية الإسترليني منذ عام 1840 وحتى عام 1955. مع اندلاع الحرب العالمية الثانية، أنشأت منطقة الجنيه الإسترليني كإجراء طارئ في زمن الحرب من أجل حماية القيمة الخارجية للجنيه الإسترليني. انضمت جميع أراضي جزر الهند الغربية البريطانية إلى المنطقة الإسترليني في عام 1939، بما في ذلك هندوراس البريطانية، والتي ربما كانت ستتبع مسار كندا ونيوفاوندلاند وتبقى خارج الترتيب.
على الرغم من استخدام العملة المعدنية بالجنيه الإسترليني في جميع أنحاء جزر الهند الغربية البريطانية خلال هذه الفترة، هناك أيضًا استخدام مختلط للحسابات بالجنيه الإسترليني وحسابات الدولار، وهناك في النهاية تحرك نحو حسابات الدولار في جميع الأقاليم بالتزامن مع العملة الكسرية العشرية. ستوضح هذه المقالة الظروف والتغييرات في المناطق الفردية.

## هندوراس البريطانية
كانت هندوراس البريطانية، التي أعيدت تسميتها إلى بليز في عام 1973، أول مستعمرة بريطانية في منطقة البحر الكاريبي تستبدل العملة الجنيه الإسترليني بعملة تعتمد على الدولار الأمريكي. حدث ذلك في عام 1885 نتيجة لحقيقة مفادها أن الدولار في دولة غواتيمالا المجاورة أدى إلى إخراج العملة الجنيه الإسترليني من التداول. كانت السلطات ترغب في العودة إلى معيار الذهب، كان اختيار الدولار الأميركي متأثراً بالروابط التجارية المتنامية مع نيو أورليانز في الولايات المتحدة. (انظر المقال الرئيسي بعنوان الدولار البليزي.)

## غيانا البريطانية
كانت غيانا البريطانية، التي أعيدت تسميتها إلى غيانا عند استقلالها في عام 1966، المنطقة الوحيدة من بين مناطق جزر الهند الغربية البريطانية التي استخدمت حسابات الدولار في كل من القطاعين العام والخاص طوال الفترة من عام 1839 إلى عام 1950. على الرغم من تداول العملة المعدنية الإسترليني خلال هذه الفترة، حدث ذلك بالتزامن مع وحدة الحساب الدولار الإسباني بسعر ثابت قدره 1 دولار = 4 شلن و2 بنسات. كانت هناك ميزة أخرى مثيرة للاهتمام كانت حصرية في غيانا البريطانية وهي العملة المعدنية الخاصة بقيمة أربعة بنسات (4 بنسات) والمعروفة باسم الجروت. (انظر المقال الرئيسي على الدولار الغياني.)

## برمودا
من عام 1842 حتى عام 1970، استخدمت برمودا العملة الجنيه الإسترليني كعملة رسمية في كل من العملات المعدنية وكذلك كوحدة حساب. (انظر المقال الرئيسي في الجنيه البرمودي.)

## جزر البهاما
على عكس برمودا، فإن جزر البهاما، على الرغم من استخدامها لنظام الجنيه الإسترليني، سواء في سك العملة أو كوحدة حسابية، سمحت أيضًا للدولار الأمريكي بالتداول بشكل غير رسمي إلى جانب الجنيه الإسترليني. (انظر المقال الرئيسي في الجنيه الباهامي.)

## جامايكا
استخدمت جامايكا العملة الإسترليني ووحدات الحساب الإسترليني من عام 1840 حتى عام 1969. لكن على عكس بقية جزر الهند الغربية البريطانية، كانت جامايكا لديها أصنافها الخاصة من العملات النحاسية الإسترلينية. باستثناء بنس جزر البهاما لعام 1806، وعملات الجروت من فئة أربعة بنسات (4 بنسات) التي سُكت خصيصًا لجزر الهند الغربية البريطانية، في وقت لاحق لغويانا البريطانية فقط، فإن بقية جزر الهند الغربية البريطانية استخدمت نفس العملات المعدنية المتداولة في المملكة المتحدة. عندما تحولت جامايكا إلى النظام العشري في عام 1969، كان الدولار الجامايكي الجديد يساوي في الواقع نصف جنيه إسترليني. لذلك كانت جامايكا وجزر كايمان الإقليمين الوحيدين في جزر الهند الغربية البريطانية اللذين استمرا بوحدة نسلية من الجنيه الإسترليني. (انظر المقال الرئيسي في الجنيه الجامايكي.)

## جزر كايمان
جزر كايمان، باعتبارها تابعة لجامايكا، اتبعت مسارًا مشابهًا لمسار جامايكا. (انظر المقال الرئيسي في الجنيه الجامايكي.)

## جزر توركس وكايكوس
جزر تركس وكايكوس، باعتبارها تابعة لجامايكا، اتبعت مسارًا مشابهًا لمسار جامايكا. ومع ذلك، عندما انتقلت جامايكا إلى النظام العشري في عام 1969، اغتنمت جزر توركس وكايكوس الفرصة للتحول إلى الدولار الأمريكي.

## مجموعة شرق الكاريبي
تتألف مجموعة شرق الكاريبي من ترينيداد وتوباغو، بربادوس، جزر ويندوارد، وجزر ليوارد. استخدمت كل هذه الأقاليم العملة الإسترليني إلى جانب مزيج من الحسابات الإسترليني وحسابات الدولار الإسباني. كان القطاع المصرفي الخاص يميل إلى استخدام الحسابات بالدولار الإسباني بسعر الصرف الثابت 1 دولار = 4 شلن و2 بنسات. شكلت مجموعة شرق الكاريبي اتحادًا نقديًا مع غيانا البريطانية في عام 1949 وكانت العملة تُعرف باسم دولار جزر الهند الغربية البريطانية. انسحبت ترينيداد وتوباغو من هذا الترتيب في عام 1964. وفي العام التالي، جاء ترتيب جديد وأعيد تسمية العملة إلى الدولار الكاريبي الشرقي. انسحبت غيانا البريطانية من هذا الاتحاد النقدي في عام 1966، كما انسحبت باربادوس في عام 1972. (انظر المقالات الرئيسية في دولار جزر الهند الغربية البريطانية، دولار شرق الكاريبي، دولار ترينيداد، توباغو، الدولار الغياني، ودولار بربادوس.)

## جزر فيرجن البريطانية
على الرغم من كونها جزءًا من مجموعة جزر ليوارد في شرق البحر الكاريبي، تعاني جزر فيرجن البريطانية من بعض المشاكل فيما يتعلق بالعملة، وذلك بسبب قربها من جزر الهند الغربية الدنماركية التي اشترتها الولايات المتحدة في عام 1917 وأصبحت جزر فيرجن الأمريكية. كان الجنيه الإسترليني هو العملة الرسمية ولكن كان هناك دائمًا تداول واسع النطاق للكرونة الدنماركية والدولار الأمريكي لاحقًا. عندما أدخل دولار جزر الهند الغربية البريطانية إلى جزر فيرجن البريطانية في عام 1951 كانت هناك احتجاجات، وفي عام 1961 اعتمدت جزر فيرجن البريطانية رسميًا الدولار الأمريكي كعملة رسمية لها. (انظر دولار شرق الكاريبي.)

## روابط خارجية
- تشالمرز، ر.، "تاريخ العملة في المستعمرات البريطانية" (1893)
- Ryan، Michael H. (2019). "Canadian Banknotes for the British West Indies, 1900–1950". International Bank Note Society Journal. ج. 58 ع. 1: 22–35. SSRN:3700505.